# عزلة قيلاب (عمران)

تعديل مصدري - تعديل

عزلة قيلاب هي إحدى عزل مديرية مسور في محافظة عمران اليمنية ويبلغ تعداد سكانها 1295 نسمة حسب التعداد السكاني في اليمن لعام 2004.

## روابط خارجية
- الجهاز المركزي للإحصاء بالجمهورية اليمنية
- المركز الوطني للمعلومات باليمن
- World Gazetteer:Yemen
- الدليل الشامل